# CJD Christophorusschule Königswinter

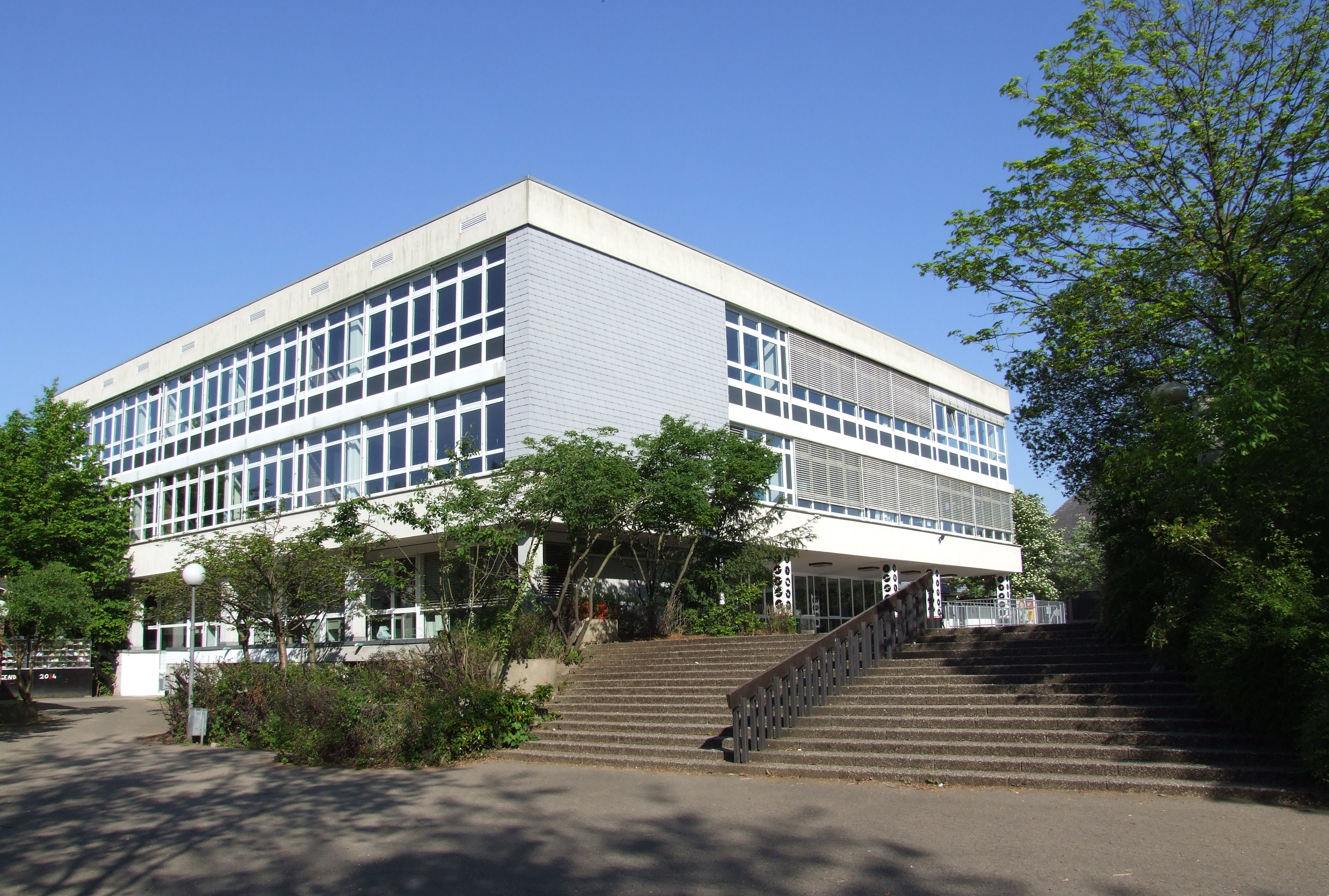
B-Gebäude

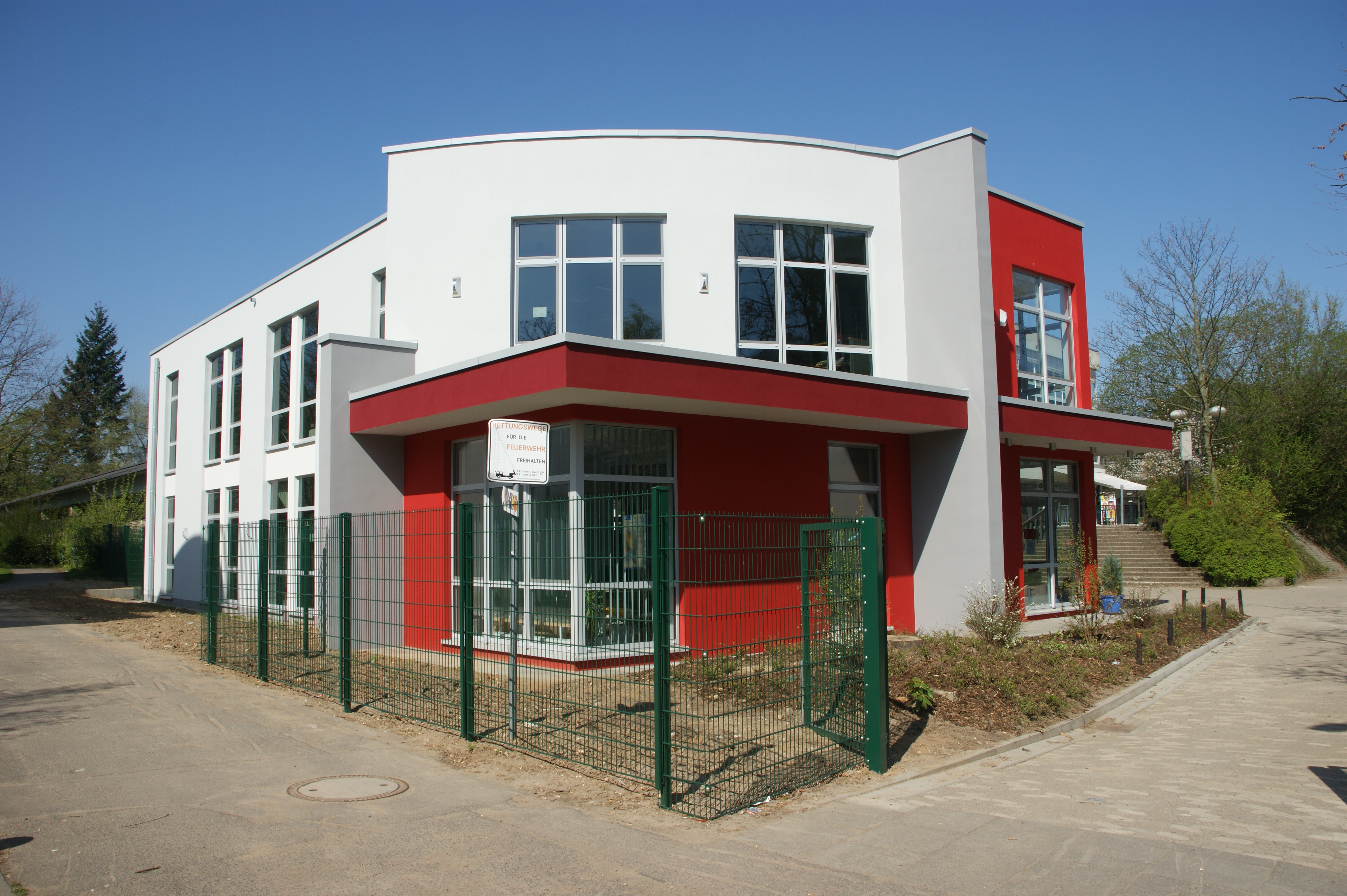
Selbstlernzentrum

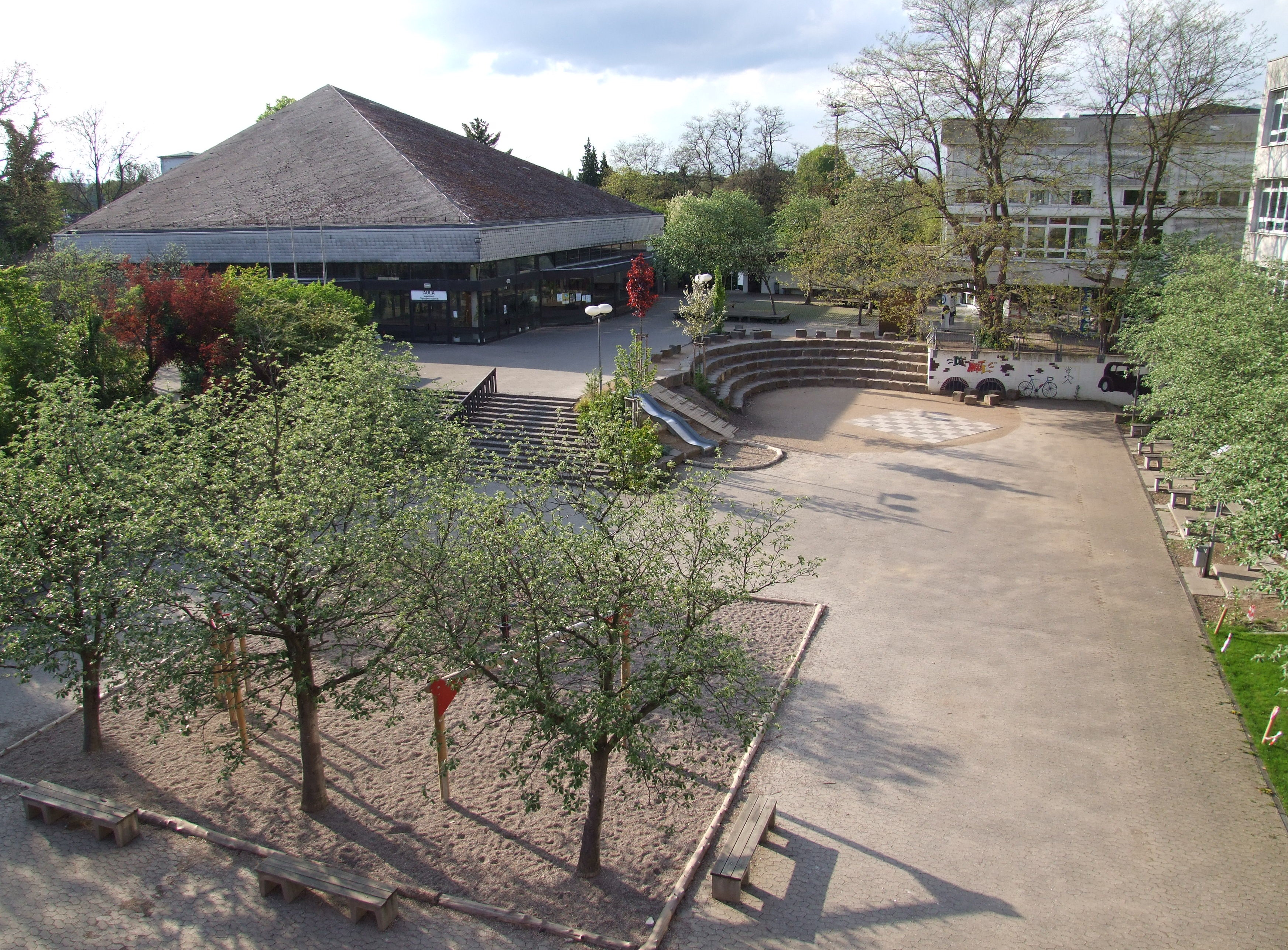
A-Hof, Aula und Amphitheater

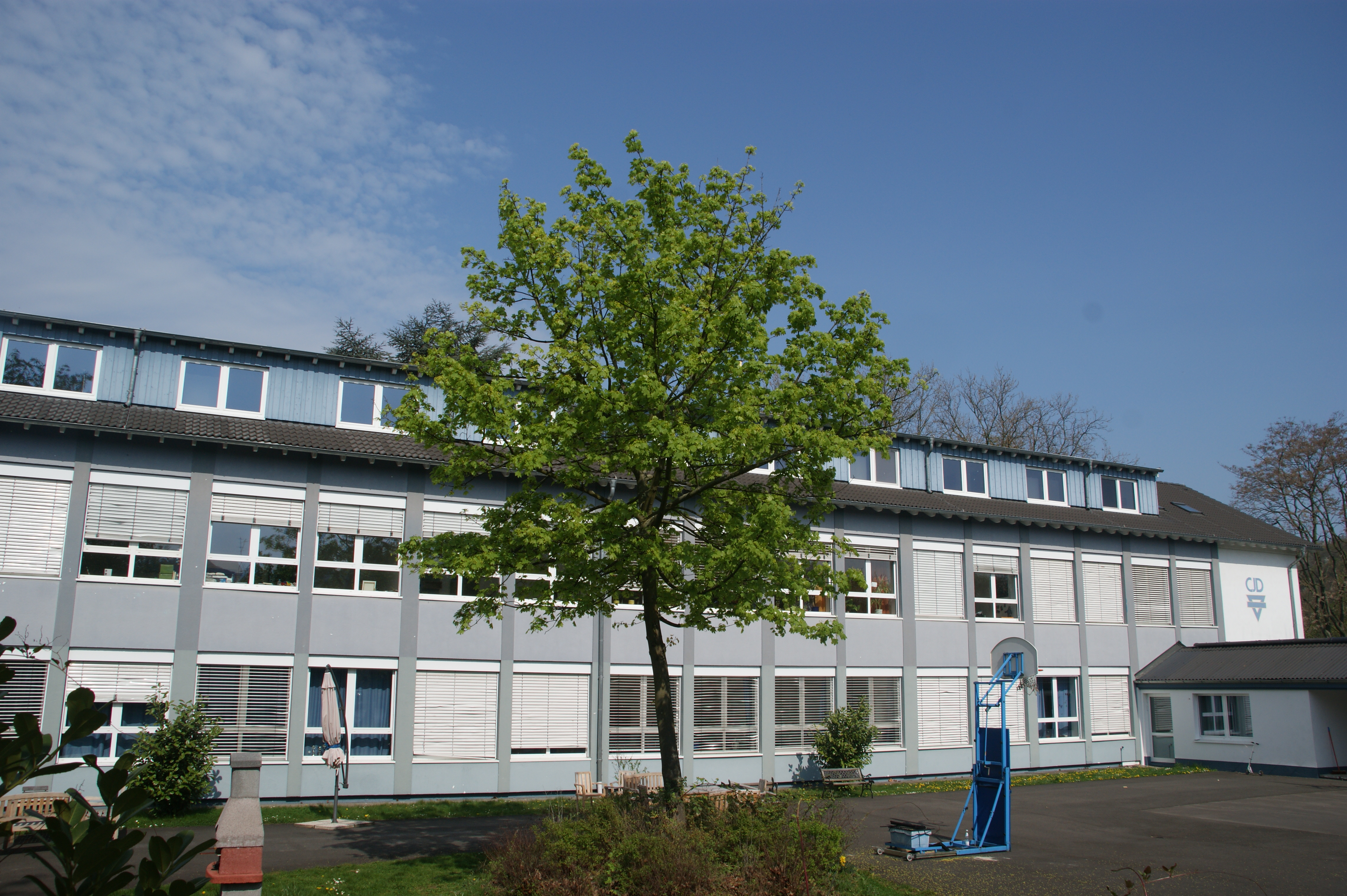
Internat

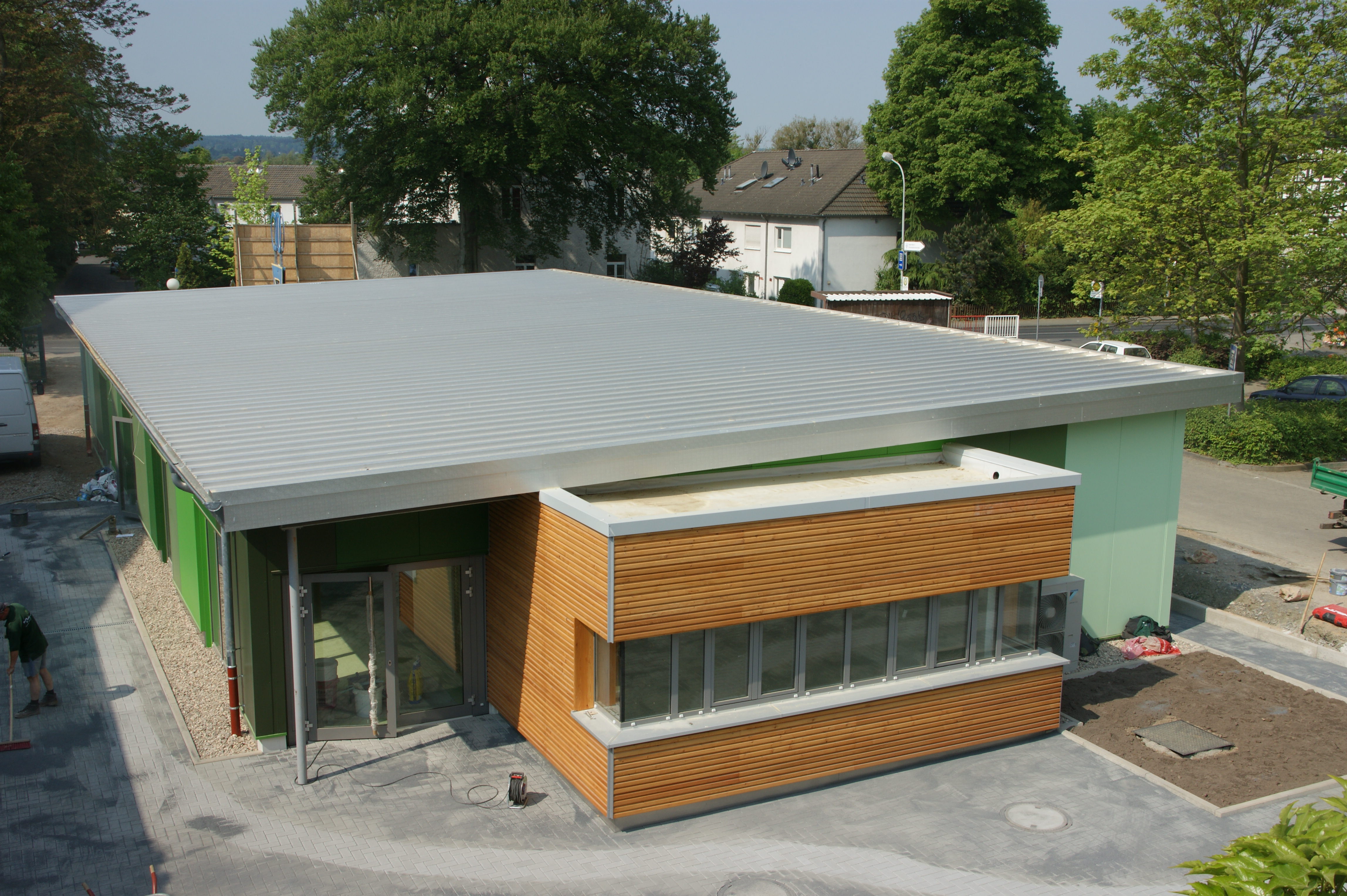
Mensa

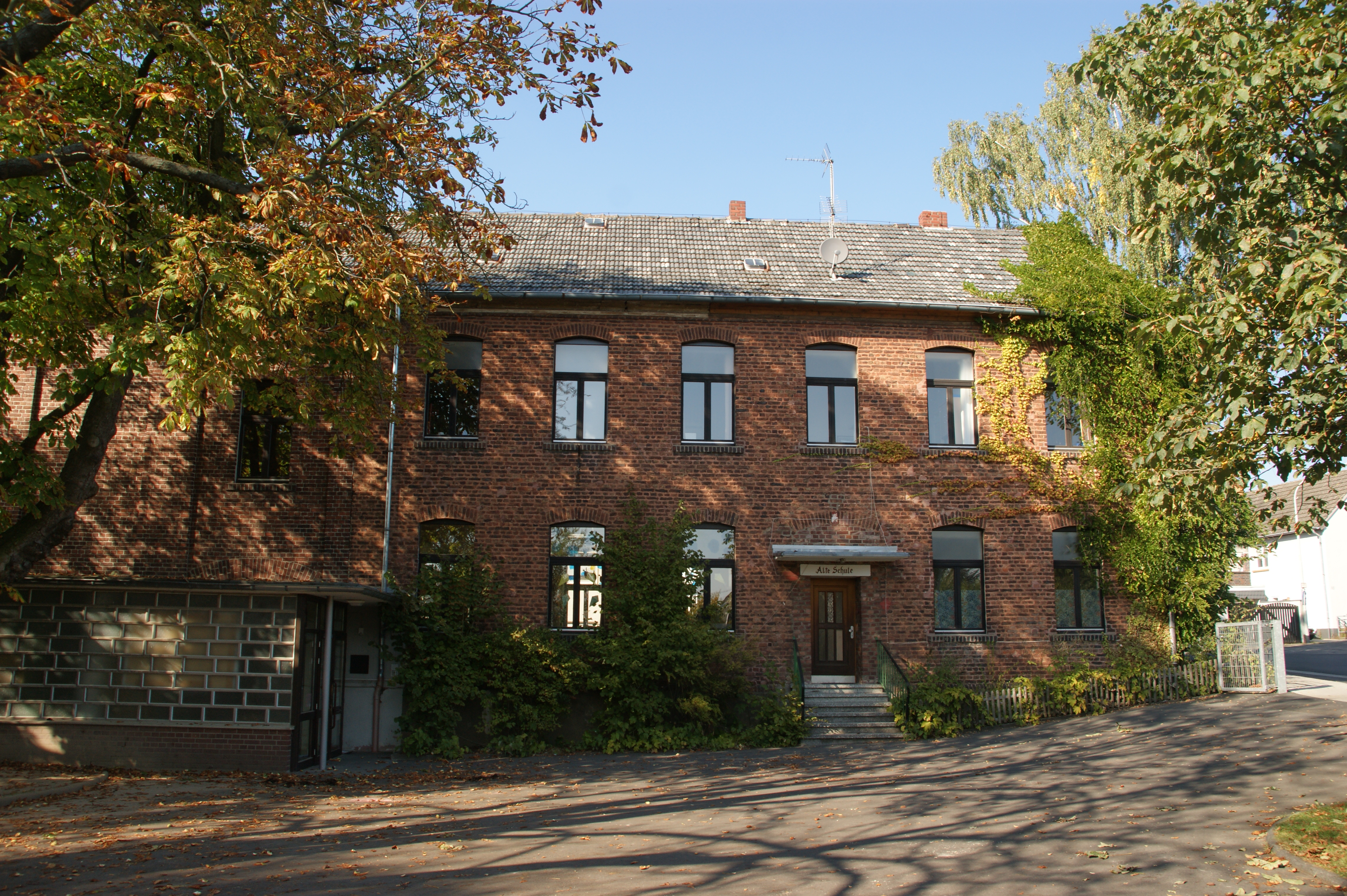
Kindergarten Rauschendorf

Die CJD Christophorusschule Königswinter ist eine staatlich anerkannte, private Ersatzschule im Rhein-Sieg-Kreis (Nordrhein-Westfalen, an der Grenze zu Rheinland-Pfalz), deren Träger das Christliche Jugenddorfwerk Deutschlands (CJD) ist. Sie besteht aus einer Realschule und einem Gymnasium, die den entsprechenden staatlichen Schulen gleichgestellt sind. Die Christophorusschule hat etwa 1450 Schüler (davon Realschule: 400), die von etwa 105 Lehrkräften unterrichtet werden. Außerdem verfügt sie über einen durchgehenden Zweig für hochbegabte Schüler, ein Kompetenzzentrum Hochbegabtenförderung, einen bilingualen Zweig und eine schulpsychologische Beratungsstelle mit zwei Diplompsychologinnen.
Es gibt Schüleraustauschprojekte mit Schulen in den USA (Milford (Ohio)), Frankreich (Avignon, Cognac und Sangatte), Großbritannien, Spanien, Schweden (Kungsbacka), Bolivien (Santa Cruz) und zusätzlich Fahrten nach Japan.

## Geschichte
Die Christophorusschule wurde 1992 im Auftrag des CJD durch Hans-Joachim Gardyan gegründet, wobei das Kollegium zu Beginn knapp zwanzig Lehrer umfasste, von denen sieben bis dahin, wie Gardyan selbst auch, am CJD Braunschweig unterrichtet hatten. 1992 startete die Schule mit insgesamt 360 Schülern aus den Jahrgangsstufen 5–8 der Realschule und den Jahrgangsstufen 5–11 des Gymnasiums. Das erste Unterrichtsgebäude war der von 1969 bis 1971 nach einem Entwurf des Architekten Ernst van Dorp errichtete Bau der 1991 geschlossenen Vorgängerschule Gymnasium am Petersberg (heute: A-Gebäude mit AK-Trakt). Später kamen mit größer werdender Schülerzahl die Räumlichkeiten der 1995 nach dem Auslaufen geschlossenen Städtischen Realschule am Petersberg (heute: B-Gebäude mit BF-Trakt) hinzu, die mit dem Petersberggymnasium ein Schulzentrum gebildet hatte. Vor der Schulgründung gab es im Rat der Stadt Königswinter einen heftigen Streit über die Zukunft des leerstehenden Schulgebäudes, der den ursprünglich für 1991 geplanten Schulstart um ein Jahr verzögerte. Als Alternative war die Einrichtung einer (städtischen) Gesamtschule geplant. 1995 hatte die Christophorusschule den ersten Abiturjahrgang und den ersten Abschlussjahrgang der Realschule. Im Jahr 2000 wurde das Internat (mit Außenwohngruppen und einem Nachbargebäude ca. 70 Plätze) eröffnet. Seit 2004 organisiert die Christophorusschule auch die Ganztagsbetreuung (OGS) an der benachbarten Johann-Lemmerz-Grundschule.
Im September 2005 wurde mit Unterstützung der Deutsche Telekom Stiftung und deren Vorsitzendem Klaus Kinkel im Differenzierungsbereich des Gymnasiums die Junior-Ingenieur-Akademie gestartet, die die Baden-Württemberger Schüler-Ingenieur-Akademie für die Mittelstufe modifiziert. Im Januar 2006 wurde das größtenteils aus Mitteln des Bonn-Berlin-Ausgleichs finanzierte Kreativhaus eröffnet, das auch den übrigen Schulen der Region zur Verfügung steht. Hans-Joachim Gardyan stand der Schule von 1992 bis 2006 als Jugenddorf- und Schulleiter vor. Seine Nachfolge als Gesamtleiter trat Reinhard Koglin an (Gesamtleitung, bis 2020). Als Schulleitungen des Gymnasiums folgten auf Gardyan Johannes Heide († 2014), Wilhelm Meyer und seit 2023 Ursula Hamacher. Die Leitung der Realschule hatte zunächst Michael Herbrechter inne, ihm folgten Jörg Möller, Andreas Breitenstein und seit 2019 Martin Krude.
Seit dem Schuljahr 2009/2010 wird mit 60-Minuten-Stunden und verlängerten Pausen unterrichtet. Im November 2009 wurde das Selbstlernzentrum eröffnet, ein Gebäude im Stil des Kreativhauses, in das die erweiterte Bibliothek verlegt wurde. Im Juli 2010 war Baubeginn für die vergrößerte Mensa im Bereich zwischen Aula und Stadtbahnhaltestelle, die mit Beginn des Schuljahres 2011/2012 in Betrieb genommen wurde. Seit dem 1. August 2012 gehört der Kindergarten Rauschendorf zum CJD Königswinter. Im Sommer 2017 wurde ein Anbau (D-Gebäude) mit vier Klassenräumen eröffnet. Seit Ende 2017 ist die Christophorusschule Königswinter MINT-EC-Schule.

## Lage

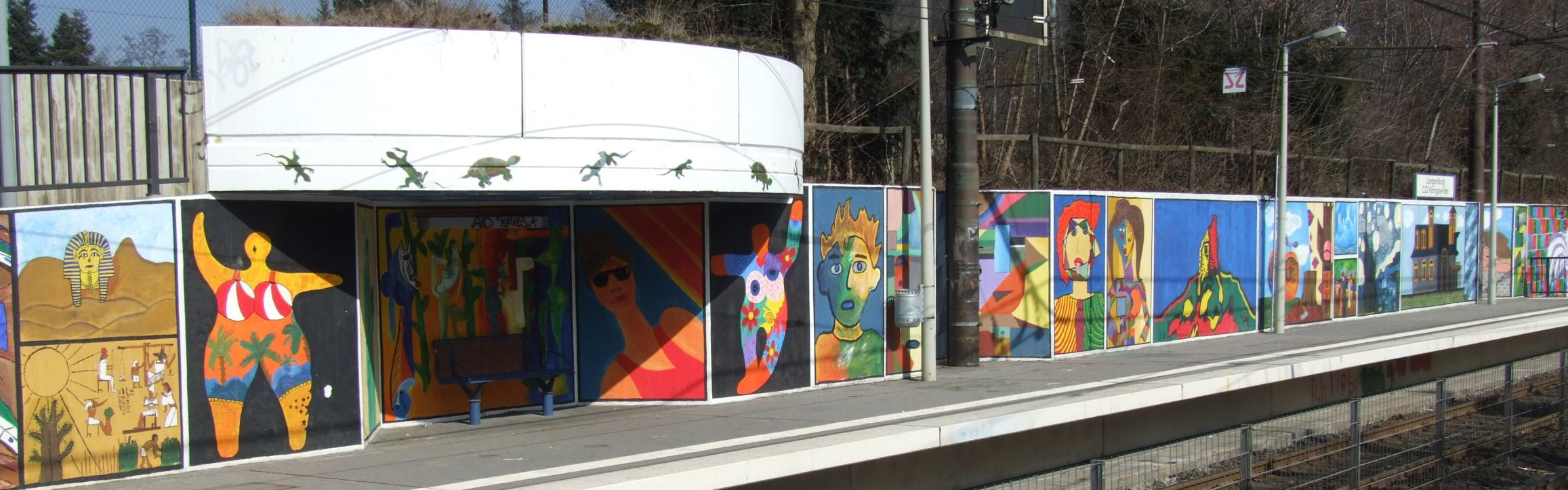
Haltestelle Longenburg – CJD Königswinter

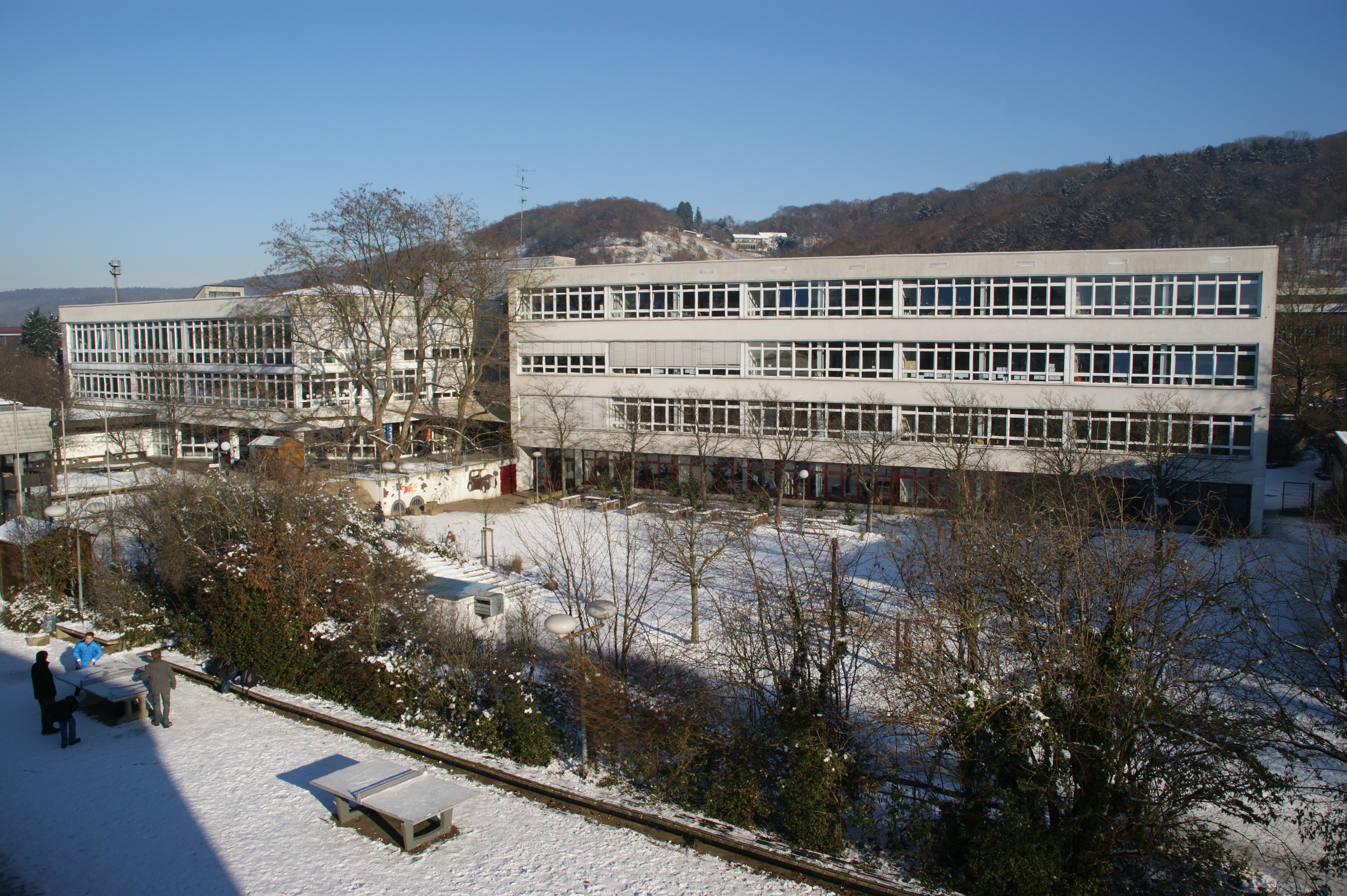
Schulhof mit A-Trakt und AK-Trakt

Die Christophorusschule liegt nahe der Königswinterer Altstadt, etwa 200 Meter vom Rhein entfernt. Unmittelbar benachbart liegen die CJD-eigene Jugendhilfeeinrichtung, die Kirche Maria, Königin des Friedens, ein Außensportplatz, die Sporthalle und das Königswinterer Paul-Lemmerz-Hallenbad. Zur Schule gehört eine Aula mit etwa 700 Plätzen, die für schulische Veranstaltungen genutzt wird und durch eine charakteristische Dachform sowie die Lage inmitten des höhergelegenen Innenhofs eine zentrale Stellung innerhalb des Schulkomplexes einnimmt.
Im Juni 2005 wurde die direkt benachbarte Haltestelle Longenburg der Siebengebirgsbahn (Stadtbahnlinie 66) von Schülern verschiedener Kunstklassen und -kurse neu gestaltet. Die Stadtwerke Bonn haben daraufhin den Namen der Haltestelle seit Ende 2005 erweitert zu „Longenburg – CJD Königswinter“.

## Besonderheiten

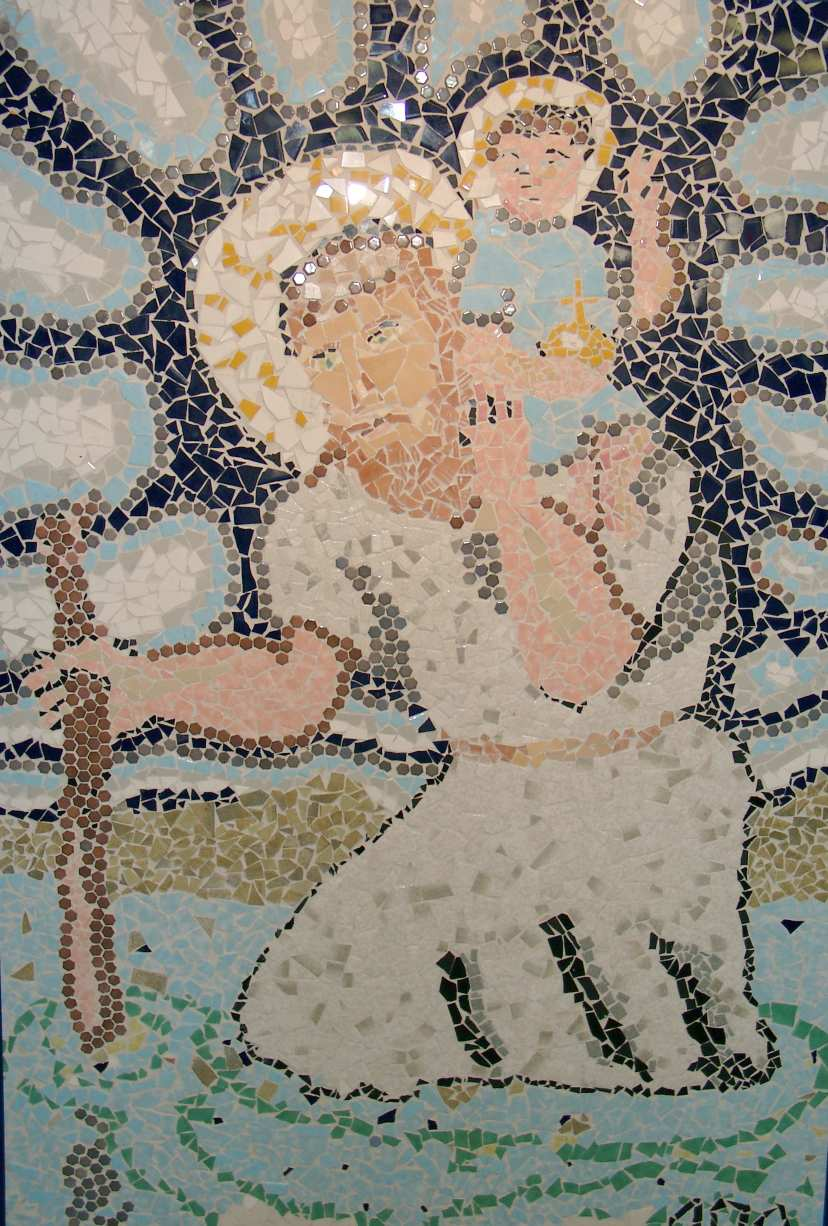
Christophorus-Mosaik im A-Gebäude

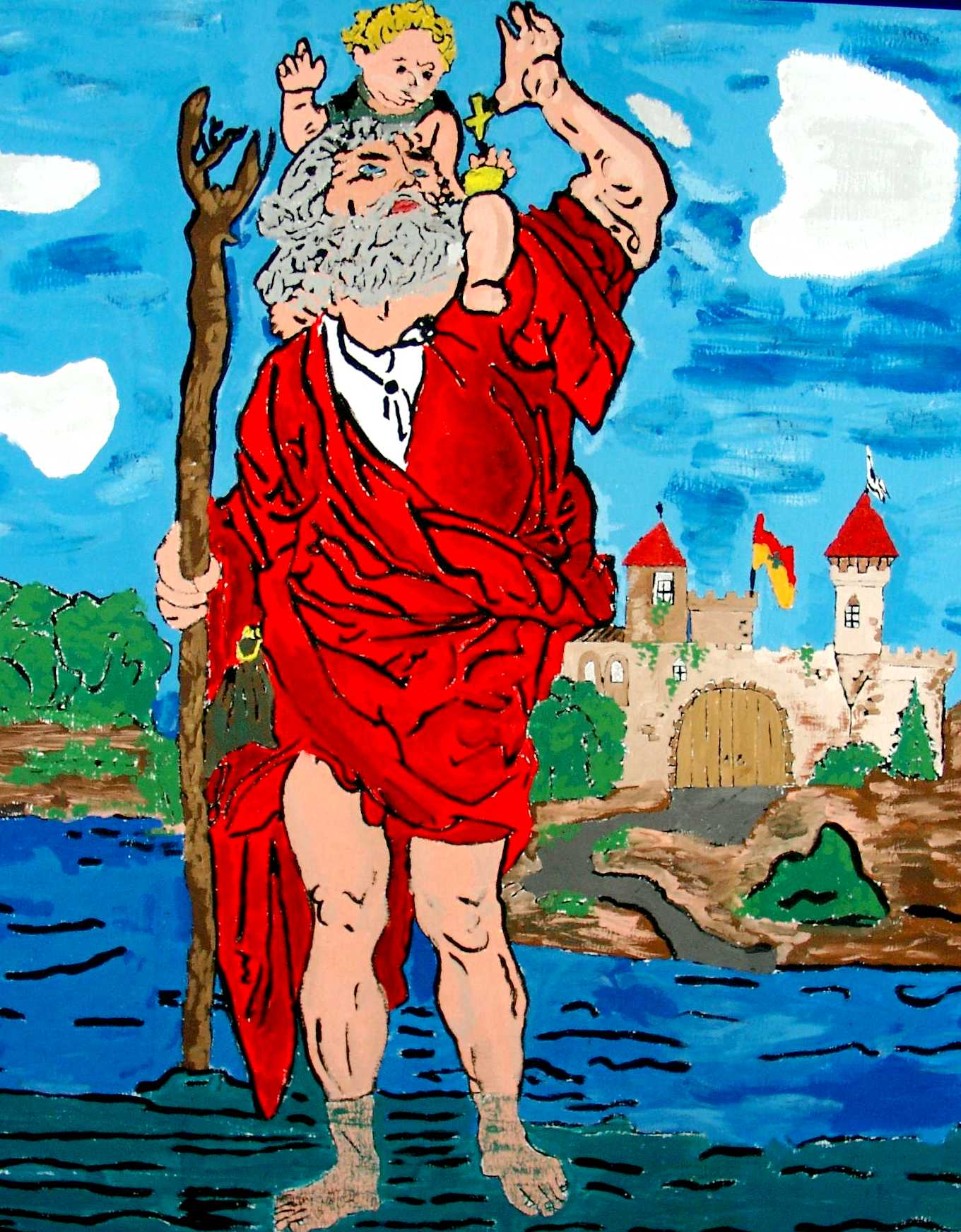
Christophorus-Abbildung im B-Gebäude

Neben den Klassen für Realschüler (zwei bis drei Klassen pro Stufe) und Regel-Gymnasiasten (zwei bis drei Klassen pro Stufe) gibt es in der Sekundarstufe I eine Klasse pro Jahrgangsstufe, die etwa je zur Hälfte aus hochbegabten Schülern und besonders leistungsstarken Gymnasiasten zusammengesetzt sind (so genannte Integrationsklasse). Im Schuljahr 2006/2007 wurde hier, startend mit der Klasse 6, das Fach Forschen eingeführt. Seit 2012 gibt es, startend mit der Klasse 5, eine bilinguale Klasse (englisch).
In der Sekundarstufe II gibt es in jeder Stufe eine Klasse aus hochbegabten Schülern. Sie haben im Leistungskursbereich sowohl integrative, als auch getrennte Kurse und belegen drei Leistungskurse (statt zwei, wie im Regelzweig der NRW-Oberstufe), die zum Teil als sogenannte Exzellenzkurse auf einem höheren Niveau unterrichtet werden. Die eigentliche Unterrichtszeit ist im ersten und zweiten Jahr der Oberstufe in diesen Hochbegabtenklassen verkürzt für eine anschließende Vertiefungs- und Projektphase.
Die Schule bietet einen umfangreichen außerunterrichtlichen Bildungsbereich mit etwa 60 Arbeitsgemeinschaften, darunter auch eine Juniorfirma, eine Imkerei, eine Sanitäts, eine Veranstaltungstechnik-AG und eine Japanisch-AG. Japanisch wird auch als Fach in der Oberstufe unterrichtet und kann als Abiturfach gewählt werden. Sanitäts-AG und Veranstaltungstechnik-AG werden von Schülern geleitet.
Alle Schüler des Einführungsjahrgangs der Oberstufe (EF) machen am Ende des ersten Halbjahres ein dreiwöchiges Sozialpraktikum. Religion ist Pflichtfach bis zum Abitur. Schüler mit Lese-Rechtschreibschwierigkeiten können durch eine Fachkraft in einem Kurs der Schule gefördert werden.
Seit 2004 besteht die Möglichkeit, das international anerkannte DELF-Diplom (Französisch) zu erlangen, seit 2005 auch das Cambridge Certificate of Proficiency (Englisch). Seit 2007 ist der Erwerb des DELE (Spanisch) möglich.
Eine der Schule angeschlossene Musikschule ermöglicht das Lernen verschiedener Instrumente. Des Weiteren gibt es eine Schulband namens Tinitus.
Realschule und Gymnasium verfügen über eine eigene Übermittagsbetreuung, den "CDay", der Hausaufgaben, Lern-, Spiel- und Aktionsangebote vereint.

## Auszeichnung
Am 26. April 2010 wurde das CJD Königswinter bei der Vergabe des Ersten Schulpreises des Landes Nordrhein-Westfalen für Begabtenförderung mit dem zweiten Platz ausgezeichnet.
Seit September 2011 ist das CJD Königswinter MINT-freundliche Schule, seit 2017 dann MINT-EC-SChule.
Die Klasse 7c des Jahrgangs 2013/2014 gewann 2014 unter der Leitung von Klassenlehrerin Christin Kostorz die TV-Show Die beste Klasse Deutschlands.

## Berühmte Abgänger
- Axel Bellinghausen, Fußballspieler
- Alvar Goetze, Schauspieler
- Lisa Hartung, Mathematikerin
- Tim Lehmann, YouTuber/Webvideoproduzent[32]
- Sophie Moser, Musikerin (Violine)
- Ria Schröder, Politikerin (FDP)
- Kurt Tallert, Musiker (Retrogott und Hulk Hodn)
- Philipp Türmer, Politiker (SPD/Jusos)
- Jan Zimmermann, YouTuber/Webvideoproduzent
- Frederik Breuer, Ruderer

## Motto
- Keiner darf verloren gehen!
- Jedem seine Chance!
- Nicht für alle das Gleiche, sondern für jeden das Beste!